# Kurparkschlösschen

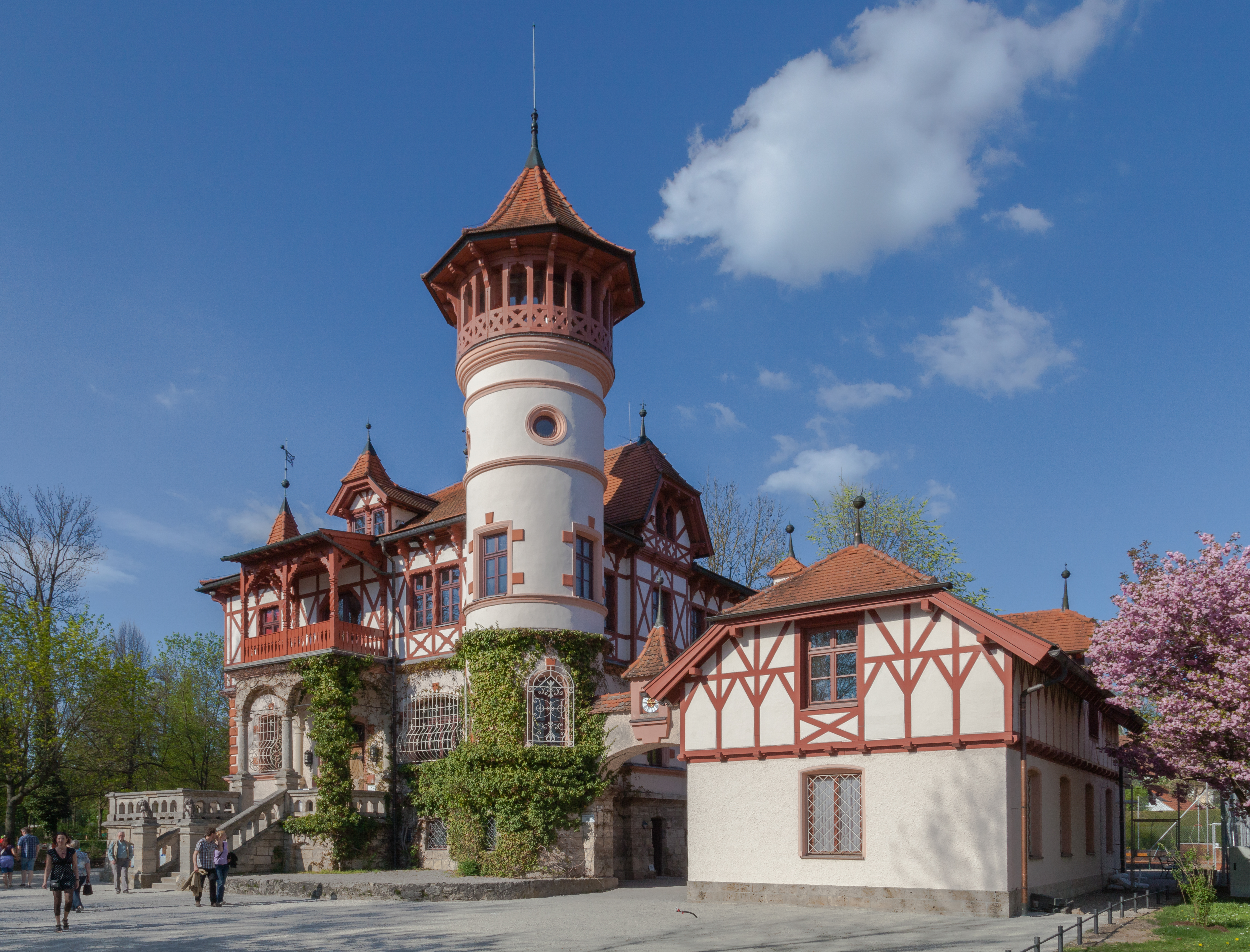
Seeseite des Kurparkschlösschens

Das Kurparkschlösschen (alternativ Villa Scheuermann) ist eine ehemalige Villa im oberbayerischen Herrsching; sie wurde 1888/89 für den Maler Ludwig Scheuermann errichtet. Das denkmalgeschützte Ensemble besteht aus der Villa, einer Remise und dem umgebenden Kurpark. Heute wird es für Trauungen und Veranstaltungen genutzt.

## Geschichte
Die Pläne für das Gebäude stammen von dem Architekten Alfred Heubach. Es wurde von 1888 bis 1889 von dem Zimmerermeister und damaligen Herrschinger Bürgermeister Benedikt Rehm erbaut. In Auftrag gegeben hatte es der Münchner Landschaftsmaler Ludwig Scheuermann. Er nutzte die Villa als Sommer- und Landhaus und feierte dort bis zu seinem Tod 1911 extravagante Feste. Sein Sohn Erich Scheuermann verkaufte die Villa 1934 wegen hoher Unterhaltskosten an die Gemeinde Herrsching, die den umliegenden Park darauf der Öffentlichkeit zugänglich machte.
Im Zweiten Weltkrieg diente die Villa als Notunterkunft und nach dem Krieg zeitweise als Schule. In den 1980er Jahren kam es zu einer Generalsanierung, woraufhin die Volkshochschule das Gebäude bezog und nun auch Trauungen stattfanden.
Durch verschärfte Brandschutzregeln wurde 2013 eine erneute Renovierung notwendig, wodurch die bisherige Nutzung für öffentliche Veranstaltungen teilweise unmöglich wurde. Die Renovierung kostete die Gemeinde 350.000 Euro. Im Jahr der Renovierung gründete die Gemeinde den „Herrschinger Kulturverein“ zur Verwaltung und Vermietung der Räumlichkeiten. Seitdem finden dort Konzerte, Ausstellungen oder Lesungen statt. Diese werden teilweise von der Bürgerstiftung „Kulturförderung Kurparkschlösschen Herrsching“ unterstützt.  Außerdem wurde 2013 der Kurpark durch die Landschaftsarchitektin Monika Treiber renoviert: Wege wurden ausgebessert, Blumenbeete und Sichtachsen entstanden. Mehrfach gab es Überlegungen für einen barrierefreien Umbau, die jedoch im Gemeinderat scheiterten.
Teilweise wird die Villa als Wahrzeichen der Gemeinde bezeichnet.

## Architektur
Das dreistöckige Haupthaus hat an der Westseite zum See hin eine Eingangsloggia mit Freitreppe und Terrasse. Das Obergeschoss besteht aus Zierfachwerk und Bundwerk; aus dem Walmdach ragen Gauben und Zierkamine hervor. An der Südwestecke steht ein runder Turm mit aufgesetztem Spitzdach. Südlich befindet sich die räumlich getrennte Remise, die nur durch einen Torbogen mit Uhr verbunden ist. Die Remise hat ein Halbwalmdach und ebenfalls Fachwerk im Obergeschoss.
Das Ensemble wird vom Kurpark mit altem Baumbestand umgeben.

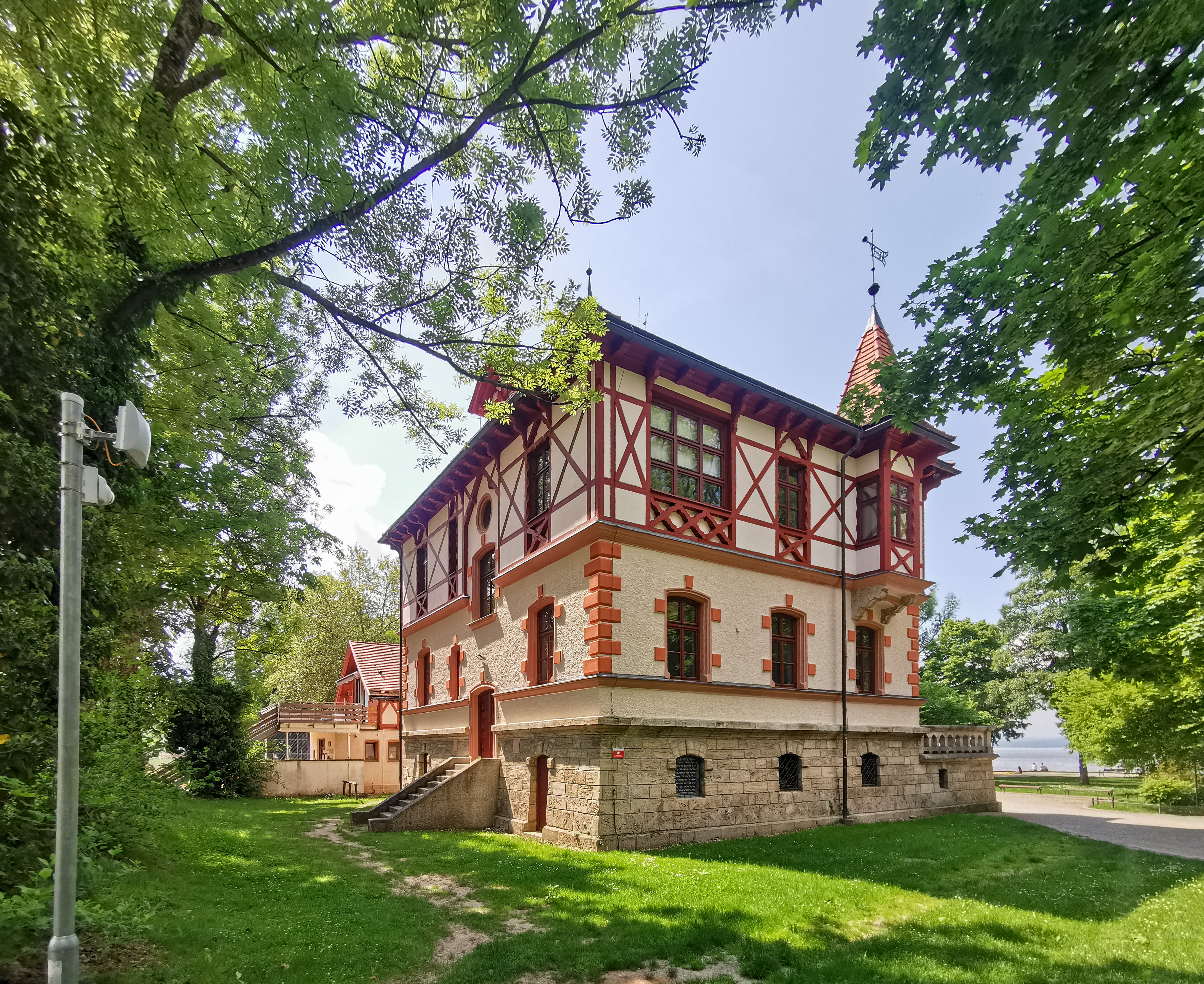
Rückseite der Villa
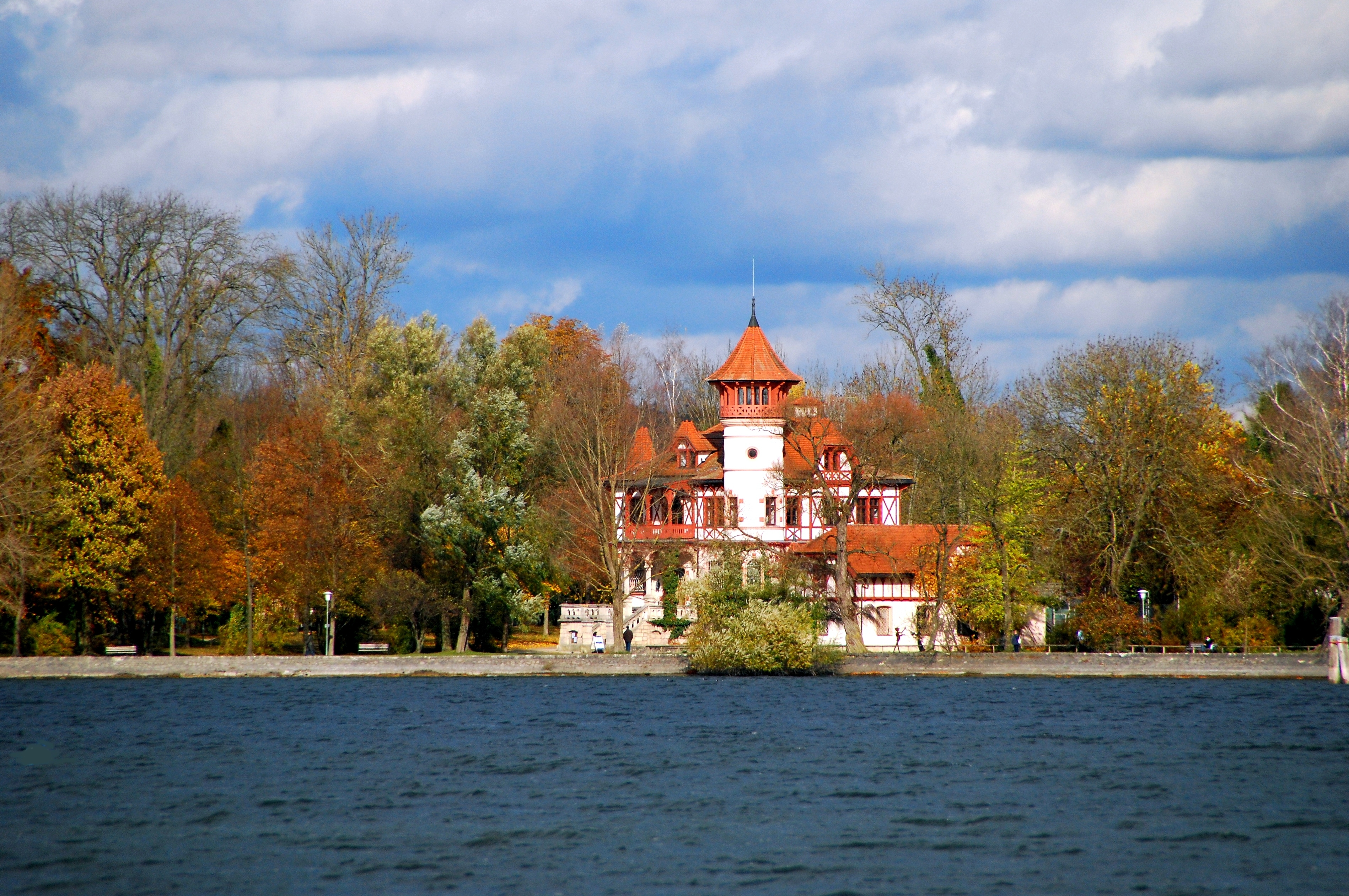
Im Herbst vom See aus
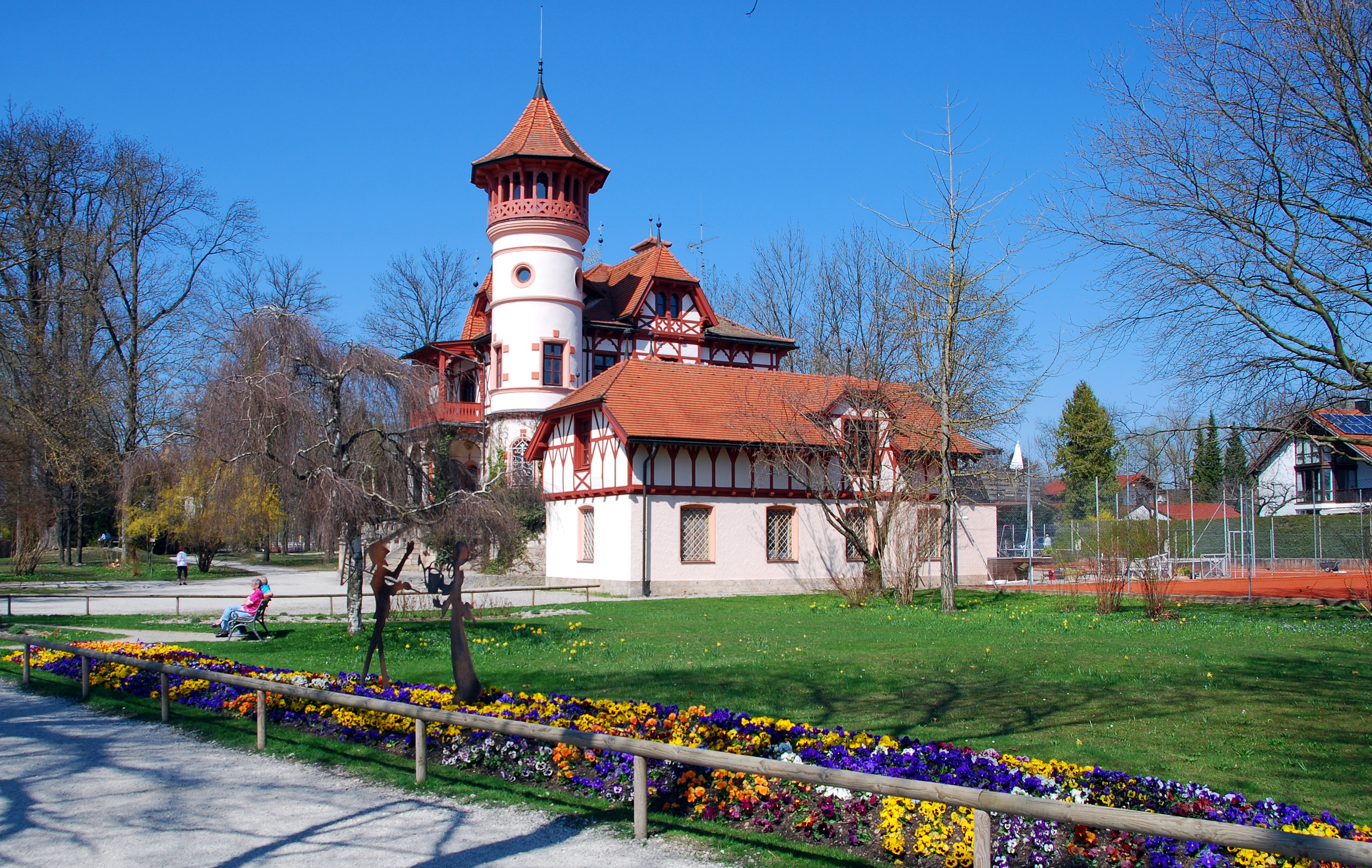
Vor der Renovierung (2009)
Remise